# Arteaga kommun, Michoacán
Arteaga är en kommun i Mexiko.   Den ligger i delstaten Michoacán de Ocampo, i den södra delen av landet, 400 km väster om huvudstaden Mexico City.
Följande samhällen finns i Arteaga:
- Arteaga
- Infiernillo
- Las Cañas
- La Pareja
- Espinosa
- Pinzandarán
- El Guayabo Norte
- Toluquilla
- La Lajita
- Cerro de la Lumbre
- El Huindure
- El Valle
- El Reparito
- La Parota